# Pinhas Lavon
Pour les articles homonymes, voir Lavon.
Pinhas Lavon, né à Kopytchyntsi (alors en Galicie autrichienne) le 12 juillet 1904 et mort à Tel-Aviv le 24 janvier 1976, est un homme politique israélien.

## Biographie
Pinhas Lavon émigre en Palestine en 1929. Il est nommé secrétaire général de l'Histadrout et il est élu parlementaire à la Knesset en 1949.
Fin 1953, il est nommé ministre de la Défense en remplacement de David Ben Gourion. Il participe à la décision de lancer l'opération Susannah en Égypte, qui fut déjouée et provoqua l'affaire Lavon ; il doit démissionner en février 1955.

Il reste secrétaire général de l'Histadrout et parlementaire jusqu'en 1961 où il se retire de la vie politique.